# Secondo Pollo
Secondo Pollo (Caresanablot, 2 de enero de 1908-Dragali, 26 de diciembre de 1941) fue un sacerdote y soldado italiano, perteneciente al cuerpo alpino, medalla de plata al valor militar. Es venerado como beato por la Iglesia Católica.

## Hagiografía
Ingresó en el seminario diocesano de Vercelli a la edad de 11 años, permaneció allí hasta que completó sus estudios secundarios y luego comenzó los estudios teológicos en Roma, donde estuvo entre los estudiantes del seminario pontificio lombardo.  Recibido las órdenes menores y el diaconado, en 1931 se licenció en Filosofía en la Pontificia Academia de Santo Tomás y en Teología en la Pontificia Universidad Gregoriana.  El 15 de agosto fue ordenado sacerdote por el entonces arzobispo de la diócesis de Vercelli Giacomo Montanelli.  Se le encomendó la docencia en el seminario menor y posteriormente, de 1936 a 1940, enseñó filosofía y teología en el seminario mayor de Vercelli;  también es nombrado asistente diocesano para la juventud de Acción Católica.
Con el inicio de la Segunda Guerra Mundial decide seguir a los jóvenes con los que había trabajado y, a pesar de una deficiencia importante en su ojo izquierdo, solicita ser capellán militar, siendo nombrado capellán teniente del tercer batallón "Val Chisone" de la División Alpine Graian Alps.  Hacia finales de 1941, el batallón fue enviado a Cervice en Montenegro.  El 26 de diciembre, mientras rescataba a un herido, fue alcanzado por una bala que le cortó la arteria femoral;  esto provoca su muerte por sangrado.
Enterrado en el cementerio de Scagliari cerca de Cattaro, solo en 1961 el cuerpo fue trasladado al cementerio de Caresanablot, su ciudad natal y en 1968 a la Catedral de Sant'Eusebio en Vercelli, donde es conmemorado cada año el día de su muerte. .
El general Emilio Faldella, su coronel cuando comandaba el tercer Regimiento Alpino, escribe sobre él:

Svolgeva il suo ministero con intima soddisfazione, con amore e dedizione... Scopo della sua attività penso sia stata proprio la carità, cioè servizio di Dio e del prossimo, il bene delle anime. ... Don Pollo aveva una personalità che suscitava ammirazione eppure era sua caratteristica l'umiltà, sembrava volesse scomparire, eppure gli era impossibile eclissarsi. Intelligenza, cultura, l'eminente bontà lo mettevano in evidenza.

Realizó su ministerio con íntima satisfacción, con amor y dedicación ... Creo que el propósito de su actividad fue precisamente la caridad, es decir, el servicio a Dios y al prójimo, el bien de las almas.  ... Don Pollo tenía una personalidad que despertaba admiración y sin embargo la humildad era su característica, parecía querer desaparecer, pero le era imposible desaparecer.  Inteligencia, cultura, bondad eminente lo destacaron.

## Veneración
El 23 de mayo de 1998, el Papa Juan Pablo II lo eleva a los honores de los altares de Vercelli proclamando beato al primer Alpini, que con su muerte dejó:

"... para los capellanes militares de todo el mundo un ejemplo de cómo aman y sirven a sus hermanos en el ejército, y para las tropas alpinas un modelo y un protector del cielo."

Su fiesta está incluida en el calendario litúrgico el 26 de diciembre, aniversario de su muerte, y también el 4 de enero.

## Reconocimientos
- Medalla de plata al valor militar

«Capellán de un batallón alpino, durante algunos días de combate, a pesar de las precarias condiciones físicas, hizo todo lo posible bajo el violento fuego enemigo, para llevar la palabra de fe y consuelo espiritual a los combatientes del frente.  Con atrevimiento y desprecio del peligro se empujó hacia donde la lucha era más feroz y, mientras cumplía su ministerio, fue fatalmente alcanzado por balas de ametralladora.  Independientemente de sí mismo, mientras exhortaba a curar a los demás heridos, expiró tranquilamente ".
- 26 de diciembre de 1941 - Dragali (Montenegro)

- En Chivasso el grupo alpino construyó una capilla inaugurada el 8 de abril de 2001.

- En Villareggia se inauguró un capitel votivo en su memoria el 22 de septiembre de 2002, la efigie que lo retrata es obra de Renzo Roncarolo de Vercelli.

- En Caresanablot, en piazza Secondo Pollo, se construyó un monumento en su honor.[5]